# Andrew Gray, 1. Lord Gray
Andrew Gray, 1. Lord Gray  (* um 1390; † 1469) war ein schottischer Adliger.

## Leben
Er war der Sohn und Erbe des Sir Andrew Gray († 1441/45), Herr von Broxmouth bei Dunbar, aus dessen erster Ehe mit Janet Mortimer, Erbtochter des Sir Roger Mortimer of Fowlis. Er residierte auf Fowlis Castle, das er von seiner Mutter geerbt hatte.
1424 bis 1427 verbrachte er in England, als Geisel für die Zahlung des Lösegeldes für den des aus englischer Gefangenschaft entlassenen König Jakob I. von Schottland.
1436 war er unter den Rittern, die Prinzessin Margarethe von Schottland zur Hochzeit mit dem späteren König Ludwig XI. nach Frankreich geleiteten.
1445 erhob König Jakob II. ihn zum erblichen Lord Gray. Er ist als solcher erstmals am 5. Juli 1445 urkundlich belegt.
1449 und 1451 wurde er als Commissioner auf diplomatische Missionen nach England entsandt. 1452 hatte er das Hofamt des Master of the Household für Jakob II. inne und war 1459 Warden of the Marches.

## Ehe und Nachkommen
Er heiratete Elizabeth Wemyss († 1470), Tochter des Sir John Wemyss, Herr von Wemyss und Rires. Der dazugehörige Ehevertrag wurde am 31. August 1418 unterzeichnet. Mit ihr hatte er drei Söhne und zwei Töchter:
- Sir Patrick Gray, Master of Gray († 1463/64), ⚭ (1) Margaret Fleming, Tochter des Sir Malcolm Fleming of Biggar and Cumbernauld, ⚭ (2) Annabella Forbes, Tochter des Alexander Forbes, 1. Lord Forbes;
- Andrew Gray of Cluny;
- David Gray;
- Margaret Gray, ⚭ (1) Sir William Murray of Tullibardine († um 1459), ⚭ (2) George Clephane;
- Christian Gray, ⚭ James Crichton of Strathurd.

Da sein ältester Sohn Patrick vor ihm starb, beerbte ihn bei seinem Tod Ende 1469 dessen Sohn aus zweiter Ehe, Andrew Gray, als 2. Lord.